# Rhinelander
Rhinelander és una població dels Estats Units a l'estat de Wisconsin. Segons el cens del 2000 tenia 7.735 habitants.

## Demografia
Segons el cens del 2000, Rhinelander tenia 7.735 habitants, 3.214 habitatges, i 1.860 famílies. La densitat de població era de 386,9 habitants per km².
Dels 3.214 habitatges en un 28,9% hi vivien nens de menys de 18 anys, en un 41,2% hi vivien parelles casades, en un 12,3% dones solteres, i en un 42,1% no eren unitats familiars. En el 36,3% dels habitatges hi vivien persones soles el 17,7% de les quals corresponia a persones de 65 anys o més que vivien soles. El nombre mitjà de persones vivint en cada habitatge era de 2,23 i el nombre mitjà de persones que vivien en cada família era de 2,9.
Per edats la població es repartia de la següent manera: un 23,4% tenia menys de 18 anys, un 8,3% entre 18 i 24, un 27,7% entre 25 i 44, un 20,1% de 45 a 60 i un 20,5% 65 anys o més.
L'edat mediana era de 39 anys. Per cada 100 dones de 18 o més anys hi havia 80,3 homes.
La renda mediana per habitatge era de 29.622 $ i la renda mediana per família de 37.629 $. Els homes tenien una renda mediana de 29.750 $ mentre que les dones 22.157 $. La renda per capita de la població era de 16.047 $. Aproximadament el 9,4% de les famílies i el 12,2% de la població estaven per davall del llindar de pobresa.

## Poblacions més properes
El següent diagrama mostra les poblacions més properes.